# Chloropoea beatricia
Chloropoea beatricia är en fjärilsart som beskrevs av Stoneham 1965. Chloropoea beatricia ingår i släktet Chloropoea och familjen praktfjärilar. Inga underarter finns listade i Catalogue of Life.